# Wartownia
Wartownia – specjalnie przygotowany i wyposażony budynek (wydzielone pomieszczenia), przeznaczony dla warty pełniącej służbę. Według procedur przyjętych w Wojsku Polskim wartownia powinna składać się z następujących pomieszczeń:
- izba dowódcy warty – przeznaczona dla dowódcy warty;
- izba ogólna – przeznaczona dla zmiany czuwającej (nie pełniącej w danym momencie służby na posterunkach, ale będącej w gotowości do ewentualnego użycia), w izbie ogólnej w specjalnych stojakach przechowywana jest również broń;
- izba zmiany odpoczywającej – przeznaczona dla zmiany która ma czas na odpoczynek;
- izba (miejsce) do spożywania posiłków;
- izba (miejsce) do suszenia i czyszczenia umundurowania i obuwia.

Jeżeli w skład warty wchodzą psy wartownicze, w wartowni powinno być dodatkowo zorganizowane pomieszczenie dla psa służbowego.
Przy wartowni powinien znajdować się plac do zmiany i wywoływania warty pod broń oraz miejsce do ładowania i rozładowania broni – w warunkach ograniczonej widoczności i nocnych – oświetlone.